# Allantogonus incompletus
Allantogonus incompletus är en mångfotingart som beskrevs av Kraus 1960. Allantogonus incompletus ingår i släktet Allantogonus och familjen Odontopygidae. Inga underarter finns listade i Catalogue of Life.